# صامويل تشوكويزي
صامويل تشيميرينكا تشوكويزي (بالإنجليزية: Samuel Chukwueze)‏ (من مواليد 22 مايو 1999) هو لاعب كرة قدم نيجيري محترف يلعب مع نادي إيه سي ميلان في الدوري الإيطالي كجناح.

## مسيرته الكروية
لعب صامويل تشوكويزي خلال مسيرته الاحترافية مع ناديين في 3 مواسم وسجل خلالها 7 أهداف ضمن 40 مباراة. ولم يفوز بأي موسم بالكأس أو بالدوري.
خاض صامويل تشوكويزي مسيرته مع نادي فياريال ب في موسم 2017–18 ولمدة موسمين، مشاركًا في 14 مباراة سجل خلالها هدفين. ثم انتقل إلى نادي فياريال في موسم 2018–19 لمدة موسم واحد، حيث شارك في 26 مباراة سجل خلالها 5 أهداف.

## المهنة الدولية
ظهر لأول مرة للفريق النيجيري السامي في 20 نوفمبر 2018 كمبتدئ في تعادل 0–0 ضد أوغندا.
كان جزءًا من المنتخب النيجيري لكأس الأمم الأفريقية الذي استضافته مصر. سجل أول هدف سامي له في فوز نيجيريا 2–1 على جنوب أفريقيا في ربع النهائي.

## وصلات خارجية
- صامويل تشوكويزي على موقع الاتحاد الأوربي (الإنجليزية)
- صامويل تشوكويزي على موقع قاعدة بيانات كرة القدم.إي يو (الإنجليزية)
- صامويل تشوكويزي على موقع ليكيب (الفرنسية)
- صامويل تشوكويزي على موقع ناشيونال فوتبول تيمز (الإنجليزية)
- صامويل تشوكويزي على موقع Soccerway.com (الإنجليزية)
- صامويل تشوكويزي على موقع عالم كرة القدم.نت (الإنجليزية)
- صامويل تشوكويزي على موقع AS.com (الإسبانية)

- Samu Chukwueze على BDFutbol
- Samu Chukwueze  على سكروي
- صامويل تشوكويزي على فرق كرة القدم الوطنية.كوم